# Балистично махало
Балистичното махало е уред за определянето на ефективността (работоспособността) на взривни вещества (ВВ). Представлява окачен на метални пръчки цилиндричен товар, в който се слага заряд от взрив, съответстващ на еталона – 200 g тротил. При детонирането на ВВ се фиксира големината на отклонение на махалото. За тази цел то е снабдено със специална измервателна скала.
Балистичното махало с малко изменена конструкция (масивно тяло, окачено в покой, без взрив) може да се използва в балистиката – за определяне на скоростта на куршуми и артилерийски снаряди, в криминалистиката – за експертизи, например, за поразяващите свойства на самоделно оръжие.